# San Felices
Pour les articles homonymes, voir San Felices (homonymie).
San Felices est une commune espagnole de la province de Soria en Castille-et-León.